# أرون فيليبس
أرون فيليبس (بالإنجليزية: Aaron Phillips)‏ (20 نوفمبر 1993 بورك في المملكة المتحدة - ) هو لاعب كرة قدم بريطاني في مركز الدفاع. لعب مع كوفنتري سيتي ونونيتون بورو ‏.

## وصلات خارجية
- أرون فيليبس على موقع قاعدة بيانات كرة القدم.إي يو (الإنجليزية)
- أرون فيليبس على موقع Soccerbase.com (لاعب) (الإنجليزية)
- أرون فيليبس على موقع Soccerway.com (الإنجليزية)